# ناتالیا ولچک
ناتالیا ولچک (بلاروسی: Наталья Мечиславовна Волчек؛ زادهٔ ۶ ژانویهٔ ۱۹۷۲) قایقران روئینگ اهل اتحاد جماهیر شوروی سوسیالیستی است.